# Церадз-Дольни
Церадз-Дольни (пол. Ceradz Dolny) — село в Польщі, у гміні Душники Шамотульського повіту Великопольського воєводства.
Населення — 354 особи (2011).
У 1975-1998 роках село належало до Познанського воєводства.

## Демографія
Демографічна структура станом на 31 березня 2011 року:
|          | Загалом | Допрацездатний вік | Працездатний вік | Постпрацездатний вік |
| -------- | ------- | ------------------ | ---------------- | -------------------- |
| Чоловіки | 176     | 38                 | 128              | 10                   |
| Жінки    | 178     | 42                 | 115              | 21                   |
| Разом    | 354     | 80                 | 243              | 31                   |